# Spids spydmos
Spids spydmos (Calliergonella cuspidata) er et almindeligt mos i Danmark, oftest på fugtige steder. Det er let kendeligt på sine næsten stikkende skudspidser.
Spids spydmos vokser i skinnende grønne-brunlige puder og har rødbrun stængel, der er mere eller mindre regelmæssigt forgrenet. Bladene er ægformede og hvælvede med en meget kort spids. Ribben er kort og dobbelt. Sporehuse er almindelige.
|                                     |
| Nærbillede af stængelgren med blade |